# Вале Сан Бартоломео (Алесандрија)
Вале Сан Бартоломео (итал. Valle San Bartolomeo) је насеље у Италији у округу Алесандрија, региону Пијемонт.
Према процени из 2011. у насељу је живело 1288 становника. Насеље се налази на надморској висини од 95 м.